# Škoda T 11
Škoda 11Tr — 11-метровий тролейбус, що випускався у 1964—1970 роках. Побудований на базі кузова чеського автобуса «Karosa ŠM 11», що позитивно себе зарекомендував; кузов виконувався чеською фірмою Karosa, а електрообладнання встановлювалося на підприємстві Škoda Ostrov. Випущено всього 8 екземплярів даної моделі, надалі випуск було згорнуто.

## Історія
Ідея уніфікації кузовів протягом багатьох років обговорювалася в багатьох країнах світу. Не оминуло це питання і виробників Східної Європи. Розробка тролейбуса на базі автобуса Karosa SM11 підприємстві Škoda Ostrov розпочалася у 1962 році. Прототип «Karosa» T11 був побудований 1964 року і мав 80% механічних і кузовних автобусних деталей. Однак через високу вартість самого кузова серійного виробництва цієї моделі не було. Випущені дослідні зразки в 1966-1968 і 1970 років працювали до 1980 року в Плзені і Братиславі. На випробування їх возили в Польщу і СРСР.
Тролейбуси на базі автобуса
Ще одна модель тролейбуса, створена на базі зчленованого автобуса FAS 200 у 1982 році стала черговою спробою створити тролейбус великої місткості. Кузов будувала югославська компанія FAS з Скоп'є, електрообладнання — Škoda. Експлуатувалися такі тролейбуси почали в Чехословаччині та Югославії до початку 2000-х років. У 1987 році на базі автобуса FAS 115 була побудована партія двохосьових тролейбусів. Вся партія працювала тільки в місті Сараєво. 
Черговий тролейбус на базі автобуса підприємство «Škoda» побудувало в союзі з компанією «Karosa» у 1987 році. Цього разу за основу був узятий кузов «Karosa B831». Модель під робочою назвою Škoda 17Tr планували серійно випускати з 1993 року, однак через відсутність на той час великого ринку збуту вже були заготовлені три кузова Škoda 17Tr, які збирали на одному із заводів міста Острава і працювали тільки в цьому місті. Безпосередньо підприємством «Škoda» був виготовлений лише досвідчений прототип. Тоді ж, наприкінці 1980-х років, конструктори проектували зчленований 18-метровий тролейбус Škoda 18Tr на базі автобуса «Karosa B841» і 24- метровий 3-секційний тролейбус з використанням все того ж автобуса. Обидва ці проекти реалізовані не були.

## Опис
По кузову тролейбус Škoda T11 і Karosa ŠM11 є повністю уніфікованими, адже тролейбус зроблений у кузові Кароси. Індекс «11» був узятий у того ж автобуса, що позначав його довжину — 11 м, так, довжина тролейбуса становить 10,98 м. Кузов тролейбуса, як і у автобуса був несучим — основним несівним елементом кузова є каркас, конструктивно об'єднаний з просторовою рамою для покращення жорсткості та зміцнення конструкції. На каркас кріпляться усі необхідні вузли та агрегати. Обшивка кузова була виконана зі сталевих панелей, що кріпилися до каркаса за допомогою заклепок. Дах тролейбуса, як і у автобуса, мав остеклені скати даху (у 1950-х—1960-х роках це було досить популярно робити остеклені скати даху з-поміж автобусів та тролейбусів, наприклад ранні модифікації ЛАЗ-695, Ikarus-55, СВАРЗ МТБЕС та ін.), дах тролейбуса був виготовлений з дюралюмінію.
По зовнішньому вигляду тролейбус був ідентичний автобусу. Машина мала досить велике лобове скло, що складалося з двох частинок, склоочисники тролейбуса були паралелограмного типу. Як світлотехніка, розміщена на передку, у тролейбуса були 4 округлі фари (у попередніх моделей їх було традиційно дві, це вже дісталося Škoda T11 у «спадок» від автобуса, у кузові якого він був побудований), а вказівники поворотів розмістилися прямо на кутах кузова. Окрім одного наявного рейсовказівника над лобовим склом, у тролейбуса з'явився ще один, що розмістився над передніми дверима.
На тролейбус встановлювався чеський тяговий електродвигун постійного струму 2 AL 2744 sN, що мав потужність 120 кВт. Škoda T11 виявилася досить динамічною — тролейбус міг розвинути швидкість 65 км/год, а міг розвинути й більшу швидкість. Якщо кузов був виготовлений чеською фірмою «Karosa», то електрообладнання встановлювали на заводі «Škoda-Ostrov». Система керування тяговим електродвигуном — реостатно-контакторна. Блок з пускогальмівними реостатами винесено з-під підлоги (як це було у попередніх моделях) на дах, що забезпечувало природне охолодження. Ці реостати обмежують силу струму, що проходить через обмотки тягового електродвигуна, і відповідно регулюють частоту обертання ротора електродвигуна, створюваний ним крутний момент, і відповідно, саму швидкість тролейбуса. Там же розміщено і радіореактори, що виконують функцію пригнічення завад радіозв'язку.
Škoda T11 обладнувався трьома видами гальм, як і інші моделі тролейбуса Škoda — електрогальмом, пневмогальмом і механічним гальмом. Електричне гальмо приводилося у дію натиском на педаль, зліва від акселератора і діяло до невеликої швидкості, догальмовувався пневмогальмом. Було і окреме пневматичне гальмо, що приводилося у дію натиском на педаль зліва від електрогальма. Також було і механічне гальмо, що слугувало для утримання тролейбуса нерухомо на місці — це був ручний важіль, він застосовувався, коли машина знаходился у нерухомому положенні, і діяв на гальмівні механізми ведучого (заднього) моста. Також тролейбус, як і автобус Karosa, мав пневмопідвіску, а її пружні елементи — пневмобалони, забезпечували тролейбусові плавність ходу. Також Škoda T11 обладнувався штанговловлювачами.
Компресорний агрегат тролейбуса слугує для нагнітання стиснутого повітря у пневмосистему тролейбуса — для функціонування пневмогальм, пневмопідвіски і системи відкриття дверей. У тролейбуса Škoda T11 привід дверей був пневматичним, він приводиться у дію від електродвигуна. Також тролейбуси Škoda T11 обладнувалися штанговловлювачами.
Тролейбус мав три двері ширмового типу з пневомприводом, передні двері були тристворчастими та трохи меншими за середні та задні. Салон тролейбуса був достатньо просторим, адже тролейбус мав трирядне планування — з правого боку було по два сидіння, з лівого по одному. Підлога тролейбуса була застелена листами лінолеуму. Також слід відмітити, що хоча площа остеклення не була великою, тролейбус мав остеклені скати даху. Для вентиляції у кожному боковому вікні з'явилася зсувна кватирка, були наявні і електровентилятори. Сидячих місць було 29 штук, що було на декілька більше аніж у попередніх тролейбусів «Škoda», на рахуючи «дев'ятку», яких було випущено багато модифікацій, у тому числі і дводверних. Повна місткість машини становила 75 пасажирів (у годину-пік могло вміститися і більше).
Кабіни водія тролейбуса, як такої не було, а місце водія було практично аналогічним у того, що було у автобуса. З панелі «зняли» усе, чого не потребує тролейбус, і додали того, що він «потребує», наприклад на панелі тролейбуса з'явилися амперметр, вольтметр. Спідометр, як і у автобуса, розміщувався посередині панелі і був оцифрований до 90 км/год (у автобуса — до 120 км/год). Також на панелі розміщувалися інші органи керування, представлені клавішами та тумблерами і манометри пневмосистеми. Також, як було згадано вище, тролейбус мав три педалі, один акселератор, педаль електрогальма і пневмогальма.

## Технічні характеристики
| Параметр                                | Значення                                        |
| --------------------------------------- | ----------------------------------------------- |
| Довжина, мм                             | 10985                                           |
| Ширина, мм                              | 2500                                            |
| Висота                                  | 3470                                            |
| Споряджена маса, кг                     | 8660                                            |
| Повна конструктивна маса, кг            |                                                 |
| Кількість дверей, шт                    | 3                                               |
| Привод дверей                           | пневматичний                                    |
| Підвіска                                | пневматична                                     |
| Сидячих місць, чол                      | 29+1                                            |
| Стоячих місць чол                       | 45                                              |
| Повна місткість, чол                    | 75+1                                            |
| Тяговий двигун                          | 2 AL 2744 sN                                    |
| Потужність, кіловат                     | 120                                             |
| Кількість ТЕД, шт                       | 1                                               |
| Тип                                     | DC                                              |
| Система управління ТЕД                  | реостатно-контакторна виробництва фірми «Škoda» |
| Робоча напруга, Вольт                   | 600                                             |
| Бортова напруга, Вольт                  | 24                                              |
| Ведучий міст                            | задній                                          |
| Максимальна швидкість, не менше, км/год | 65                                              |

## Експлуатація
Випущено лише 8 серійних екземплярів Škoda T11. Цей тролейбус побував і у УРСР, принаймні один екземпляр проходив випробування у Києві, за деякими даними, він випробовувався у Криму. 4 машини експлуатувалися у місті Плзень з середини 1960-х до кінця 1970-х років, ще три машини були у Братиславі. Київський тролейбус після випробувань був переданий назад у Чехію.
Кожен з цих тролейбусів експлуатувався понад 10 років. Остання машина була знята з експлуатації у 1980 році. Усі випущені тролейбуси після списання були здані на металобрухт, крім Плзенського тролейбуса 1967 року випуску, що був відреставрований і нині знаходиться у Технічному музеї у Брно, де його можна знайти і зараз. Машина, до того ж, «на ходу».

## Фото

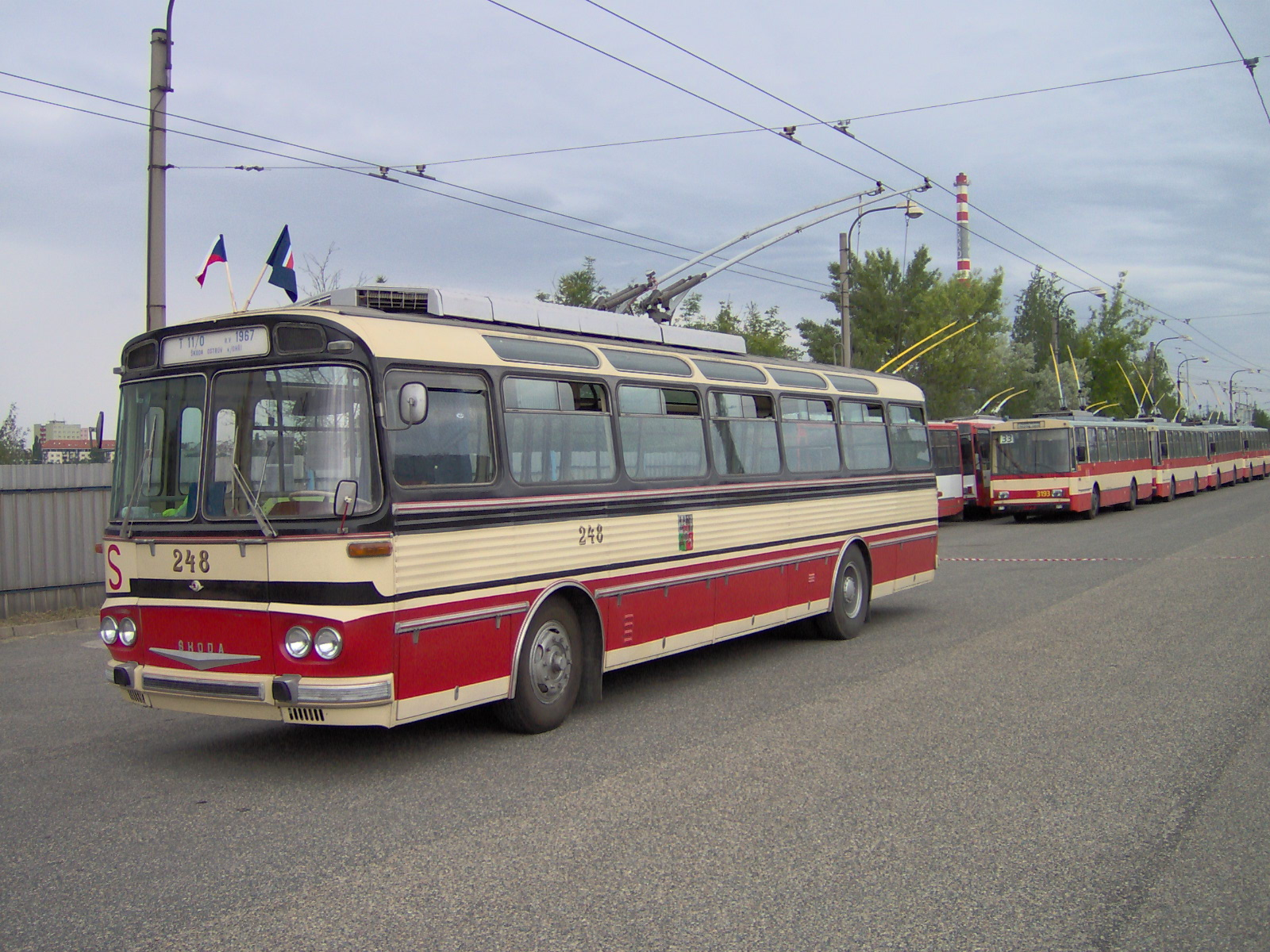
Тролейбус зпереду...
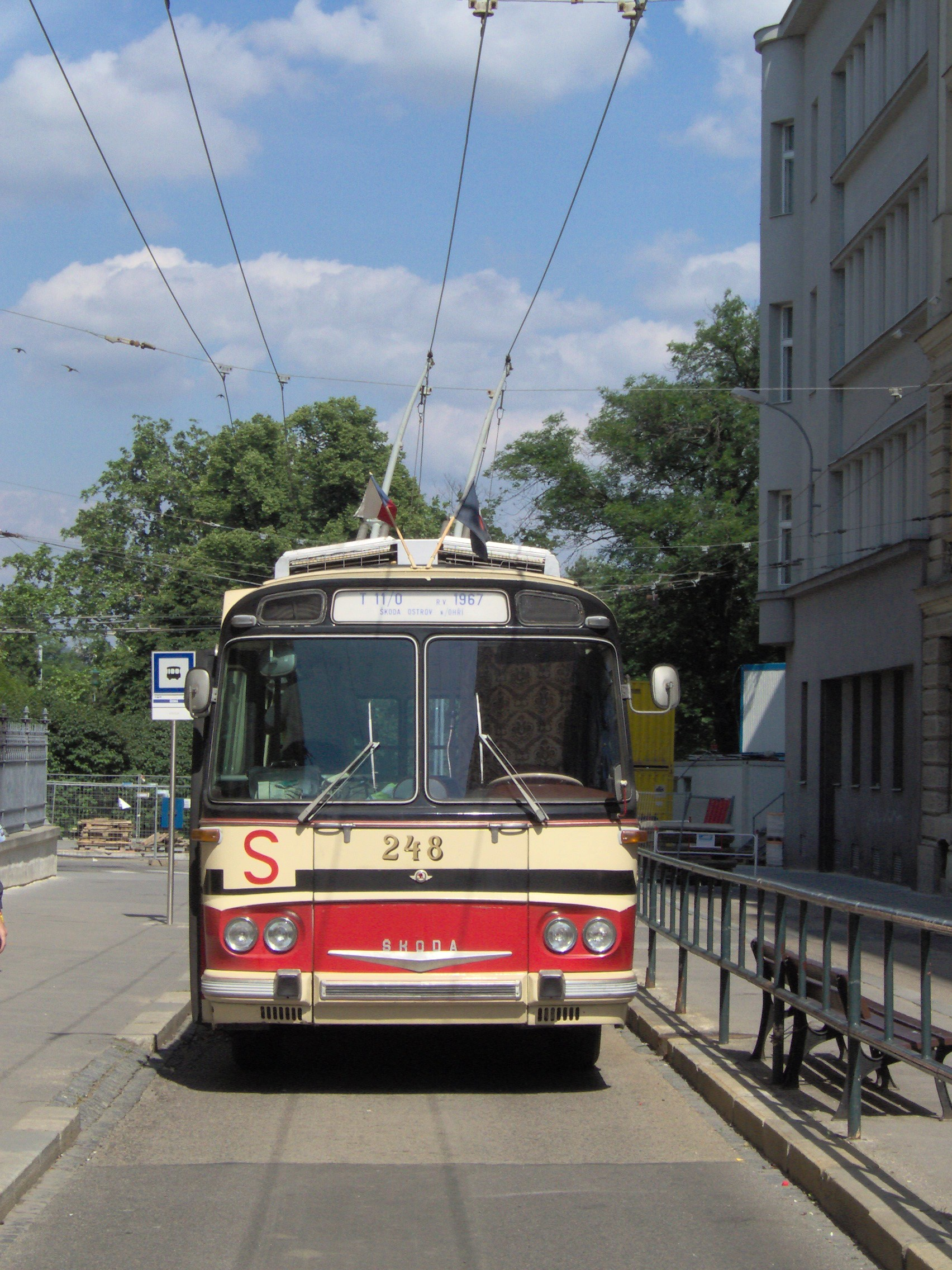
...ще зпереду...
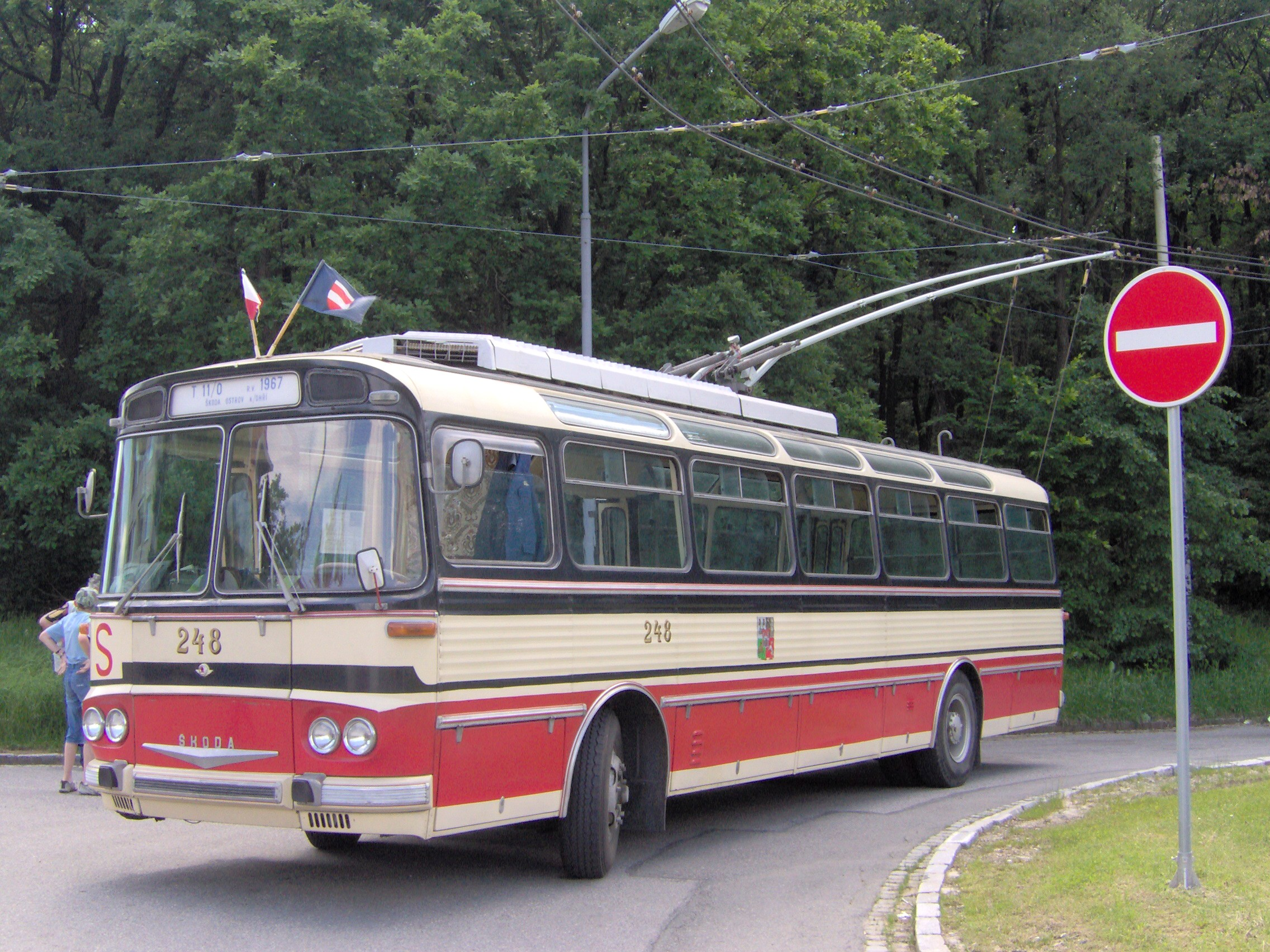
...їде до нас...

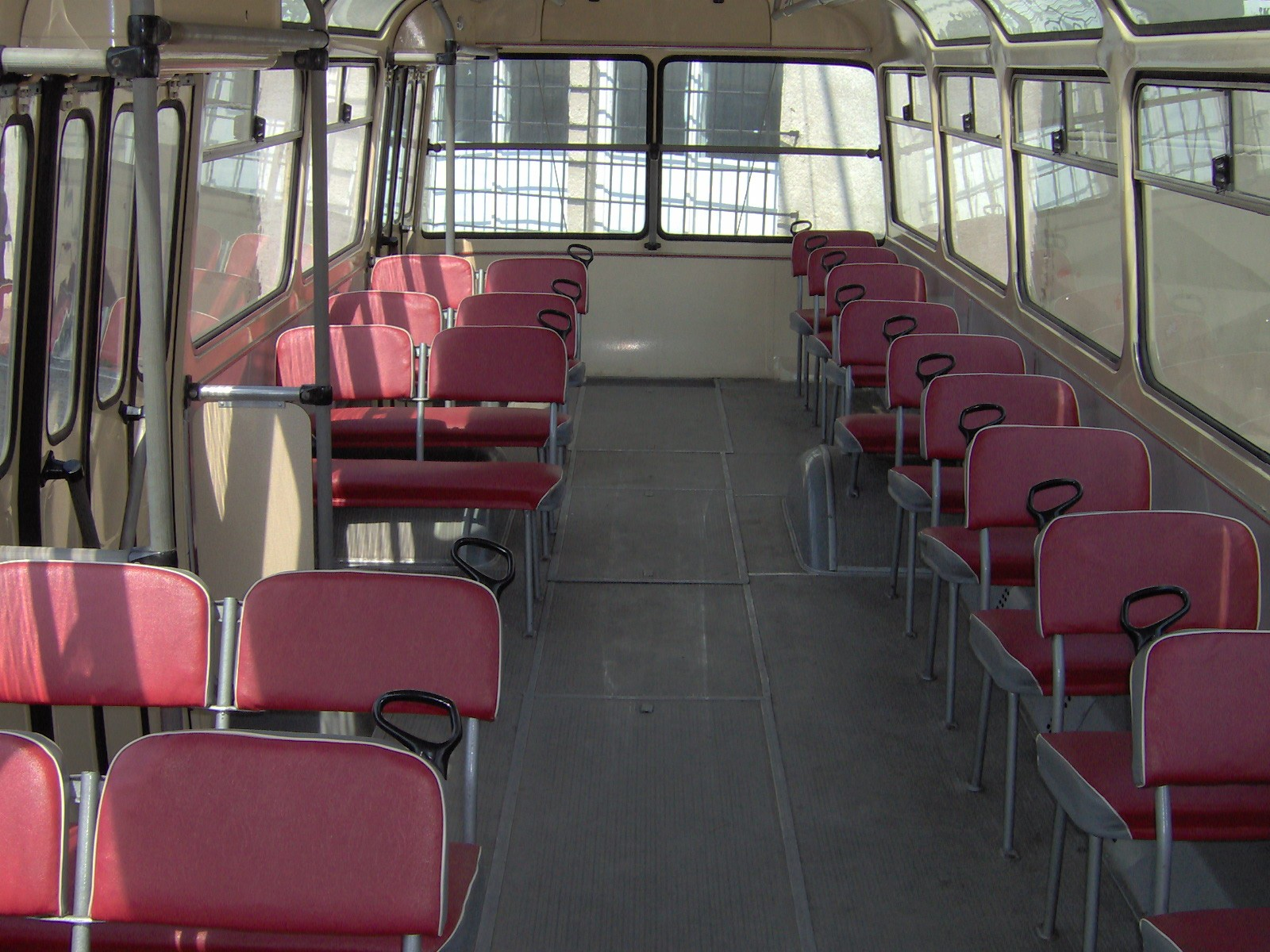
...всередині...
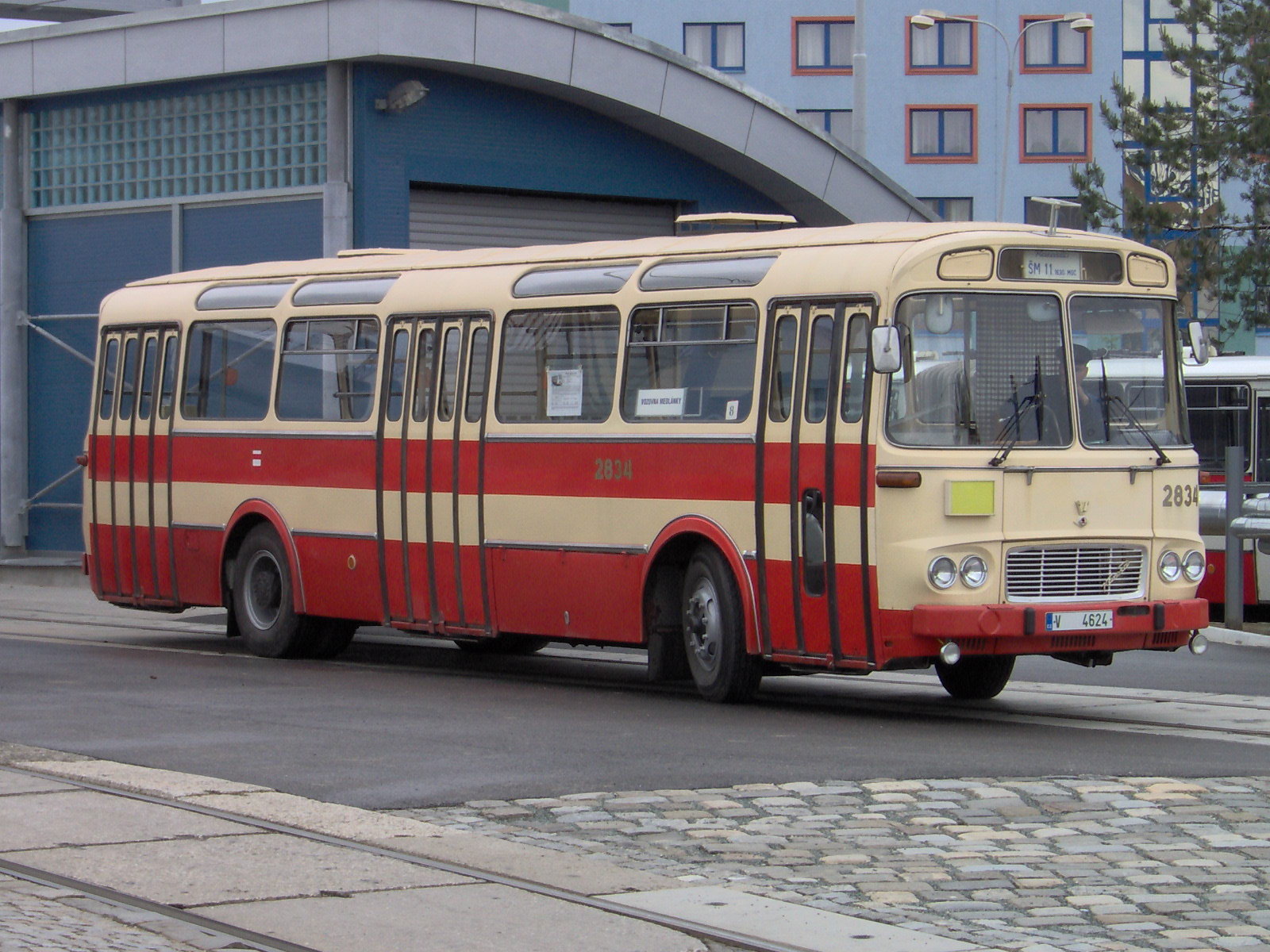
Автобус Karosa ŠM 11
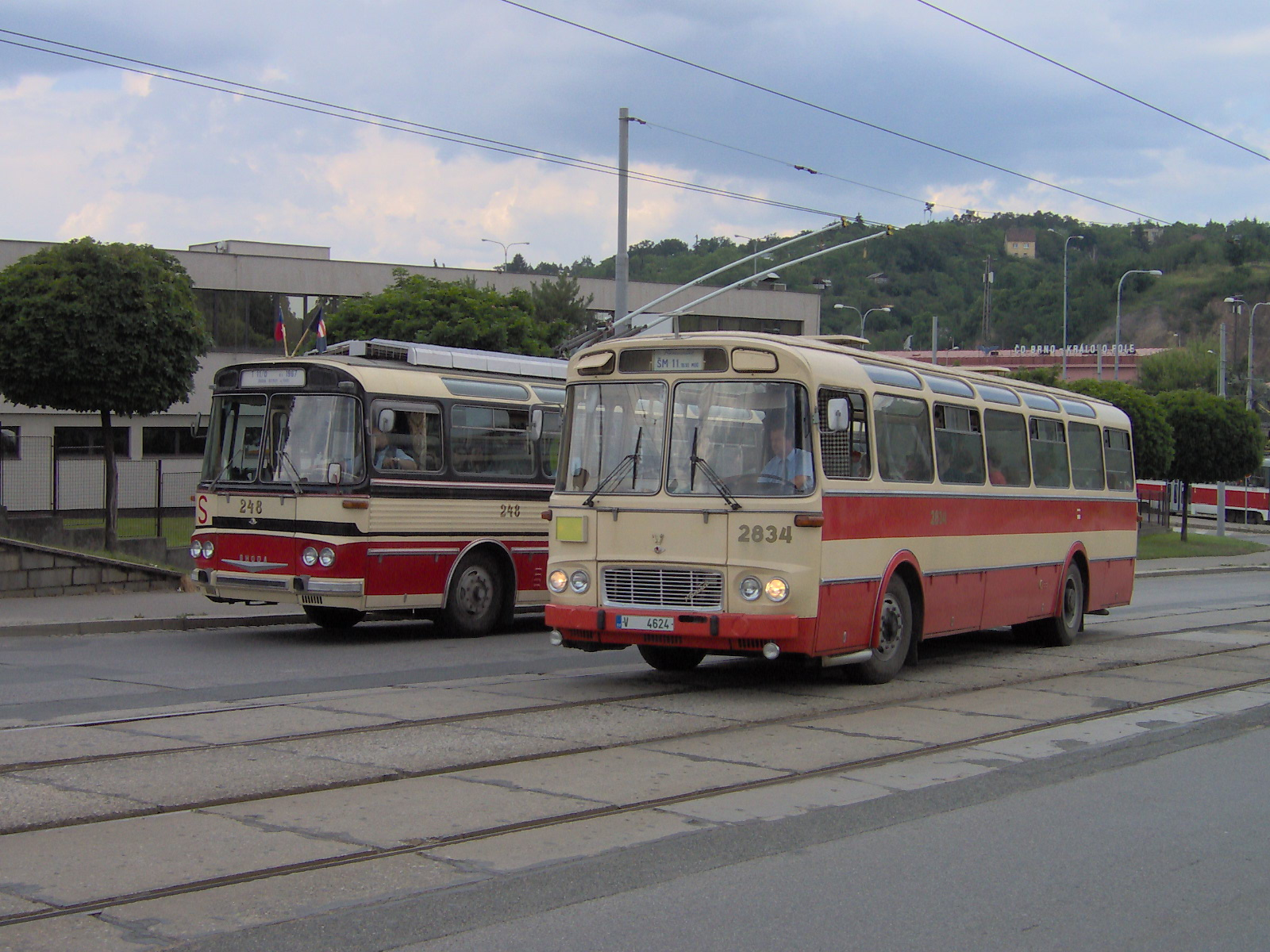
Škoda 11Tr i Karosa ŠM 11